# Памятник детям блокадного Ленинграда (Санкт-Петербург)
Памятник детям блокадного Ленинграда — памятник в Санкт-Петербурге, посвящённый ленинградским детям, пострадавшим в годы Великой Отечественной войны.

## История
Памятник был установлен 8 сентября 2010 года в Санкт-Петербурге в одном из скверов Васильевского острова — Яблоневом саду. Яблоневый сад в 1953 году заложен школьниками, детьми блокадного города в память о героях Великой Отечественной войны — блокадниках Ленинграда. В годы войны на этом месте находилась городская школа № 34. Инициатором создания Яблоневого сада стала учительница зоологии — Анфиса Семёнова-Тянь-Шаньская (1913—1986) — жена внука знаменитого путешественника. При входе в сад установлена мемориальная доска с текстом: «Яблоневый сад во дворе этого дома заложен в 1953 году учениками школы № 34 в память о погибших в Великой Отечественной войне». В 2021 году сквер получил официальное название Анфисин сад.

## Монумент
Авторы памятника — скульптор Галина Додонова и архитектор Владимир Реппо. Они создали из серого гранита скульптуру маленькой девочки, укутанной в шаль, в огромных валенках. Скульптура установлена на квадратный, немного наклонённый, постамент из того же материала, на котором имеется надпись: «ДЕТЯМ БЛОКАДЫ».
Символом страшных страниц военной истории города стала эта маленькая хрупкая девочка, укутанная в шаль, в огромных валенках и с кусочком блокадного хлеба в руках. У неё не по-детски печальное лицо, так как ребёнку пришлось испытать все тяготы блокадной жизни. Позади девочки стела, символизирующая окна блокадного Ленинграда, заклеенные крест-накрест бумагой Площадка вокруг памятника уложена тротуарной плиткой, имеются небольшие цветочные клумбы. У памятника всегда лежат цветы, детские игрушки, кусочки хлеба. На территории сквера, где установлен памятник, регулярно организовывают акции памяти, митинги, проходят встречи с жителями, пережившими блокаду.